# Bobiàkovo
Bobiàkovo (en rus: Бобяково) és un poble de l'óblast de Vorónej, a Rússia, segons el cens del 2010 tenia 85 habitants. Pertany al municipi de Khleboródnoie.